# Robert Woodrow Wilson
Robert Woodrow Wilson (Houston, 10 de janeiro de 1936) é um físico estadunidense.
Foi laureado com o Nobel de Física em 1978, pela descoberta da radiação cósmica de fundo em micro-ondas, juntamente com Arno Allan Penzias. Essa descoberta forneceu uma das principais evidências sobre as quais se apoia o modelo cosmológico padrão, também conhecido como "Modelo do Big Bang".

## Trabalho
Enquanto faziam testes e experimentos com a Antena Holmdel Horn no Bell Labs em Holmdel Township, Nova Jérsia, Wilson e Penzias descobriram uma fonte de ruído na atmosfera que não conseguiam explicar. Depois de remover todas as fontes potenciais de ruído, incluindo excrementos de pombos na antena, o ruído foi finalmente identificado como CMB, que serviu como corroboração importante da teoria do Big Bang.

Em 1970, Wilson liderou uma equipe que fez a primeira detecção de uma linha espectral rotacional de monóxido de carbono (CO) em um objeto astronômico, a Nebulosa de Orion, e outras oito fontes galácticas. Posteriormente, as observações de CO tornaram-se o método padrão de rastreamento de gás interestelar molecular frio, e a detecção de CO foi o evento fundamental para os campos da astronomia milimétrica e submilimétrica.